# Chiamata da uno sconosciuto
(Tagline del film.)
Chiamata da uno sconosciuto (When a Stranger Calls) è un film del 2006 diretto da Simon West con Camilla Belle.
È il remake del film del 1979, Quando chiama uno sconosciuto.
Il film ha per protagonista la baby-sitter Jill Johnson (Camilla Belle) che riceve inquietanti telefonate da parte di un serial killer, che la ragazza inizialmente scambia per scherzi telefonici, salvo poi scoprire di essere in serio pericolo.

## Trama
Jill Johnson, una liceale, a seguito di una punizione inflittale dai genitori per aver consumato troppo in fretta il credito del suo cellulare, è costretta a fare da baby-sitter ai due figli dei coniugi Mandrakis, che vivono in una lussuosa villa sulle sponde di un lago.
Arrivata nell'abitazione, i padroni di casa si congedano da lei, uscendo a cena fuori e lasciandola quindi sola con i bambini, che tuttavia sono già stati messi a dormire. A casa con lei vi è pure la domestica Rosa, la quale ha un alloggio nella villa stessa. Durante la serata però, la ragazza inizia a ricevere telefonate da parte di uno sconosciuto. Jill in un primo momento pensa ad uno scherzo da parte di alcuni amici, visto che la sera stessa sono tutti riuniti ad una festa poco distante; ma successivamente, quando le telefonate continuano, si spaventa e decide di chiamare la polizia. Questa, dopo aver rintracciato le chiamate, la informa che le stesse provengono dall'interno della casa. La ragazza, presa dal panico, capisce di essere in serio pericolo e cerca di scappare dall'abitazione portando con sé i bambini nel tentativo di salvare la sua e la loro vita.

## Accoglienza
Il consenso della critica è stato negativo, con una mediocre "D" su Yahoo!Movies, nonostante il record di incassi di 21,6 milioni di dollari nel primo fine settimana di distribuzione negli USA (3 febbraio - 5 febbraio).
Il film è uscito negli USA per la PSP e in DVD il 16 maggio 2006. I contenuti speciali del DVD includono due commenti (uno con Camilla Belle e Simon West, l'altro con Jake Wade Wall), scene tagliate, i trailer e 20 minuti di dietro le quinte.
La pellicola ha incassato un totale di 66,9 milioni di dollari nel mondo. Durante la prima settimana di distribuzione il botteghino ha registrato 24,8 milioni di dollari di incasso.
Titoli in altri paesi:
- Francia: Terreur sur la ligne
- Spagna: Cuando llama un extraño
- Germania: Unbekannter Anrufer
- Portogallo: Chamada De Um Estralho
- Brasile: Quando Um Estranho Chama
- Messico: Cuando un extraño llama
- Serbia: Kad stranac pozove
- Polonia: Kiedy dzwoni nieznajomy

## Riconoscimenti
- Golden Trailer Awards
  - 2006: Nomination - Miglior Thriller

## Sequel
La casa di produzione cinematografica Screen Gems aveva dato il via libera per la produzione di un eventuale sequel intitolato When a Stranger Returns, nel quale Hayden Panettiere interpretava il ruolo della baby-sitter. La Screen Gems ha poi bocciato il progetto.